# Dieter Felix Lessle
Dieter Felix Lessle (* 21. April 1931 in Stuttgart; † 19. Januar 2001) war ein deutscher Verwaltungsjurist und hessischer Landtagsdirektor.

## Leben
Lessle besuchte von 1938 bis 1942 die Volksschule und dann von 1942 bis 1947 das Gymnasium. Zwischen 1947 und 1951 besuchte er die Seminare Maulbronn und Blaubeuren und legte 1951 das Abitur ab. Von 1951 bis 1957 studierte er Rechtswissenschaften an den Universitäten Tübingen, München und Exeter. Seit 1951 war Mitglied der Studentenverbindung Normannia Tübingen. 1956 legte er die erste juristische Staatsprüfung und 1962 nach dem Vorbereitungsdienst die zweite juristische Staatsprüfung ab.
Zwischen dem 1. Mai 1962 und dem 24. September 1964 arbeitete er als wissenschaftlicher Assistent an der Technischen Hochschule Darmstadt und dann vom 25. September 1964 bis zum 9. August 1968 Beamter beim Hessischen Kultusminister, zuletzt als Oberregierungsrat. Vom 1. August 1968 bis zu seinem Eintritt in den Ruhestand 1995 war er Direktor beim Hessischen Landtag.